# Friedrich-Hölderlin-Schule Asperg
Die Friedrich-Hölderlin-Schule Asperg, kurz FHS-Asperg, ist eine städtische Grundschule in Asperg im Landkreis Ludwigsburg in Baden-Württemberg. Zwischen 2010 und 2016 war sie eine Grundschule mit Werkrealschule  sowie einer Außenstelle im benachbarten Tamm.

## Schulbetrieb
Die Friedrich-Hölderlin-Schule-Asperg ist eine dreizügige Grundschule mit offenem Ganztagsangebot für die 1. bis 4. Jahrgangsstufe sowie einer Vorbereitungsklasse (VKL). Träger der Schule ist die Stadt Asberg. Die Einrichtung verfügt über eine gemeinsam mit dem benachbarten Friedrich-List-Gymnasium genutzte Mensa, eine Lernwerkstatt, ein Schulbiotop sowie einen Spielplatz. Angeboten werden Sprachförderung und es stehen zwei Sozialarbeiter zur Verfügung. Die Schule ist Mitglied im Jugendbegleiter-Programm sowie im geförderten Sprachförderungs-Paten-Programm der Bildungsregion Landkreis Ludwigsburg.
Im Schuljahr 2018/19 besuchten ca. 300 Schülerinnen und Schüler die Schule und wurden dabei von 24 Lehrkräften unterrichtet.

## Geschichte
Nachdem sich die Einwohnerzahl von Asperg ab 1945 stark erhöht hatte, wurde von der Stadt Asperg 1968 im Lyonel-Feininger-Weg 1 eine neue Grund- und Hauptschule errichtet. Benannt wurde sie nach dem Dichter Friedrich Hölderlin (1770–1843). Zusammen mit der von den Kommunen Asperg und Tamm gemeinsam betriebenen Realschule-Tamm bildete sie einen Schulverbund. 1995 wurde die Friedrich-Hölderlin-Schule um einen Anbau erweitert. Zeitgleich wurde aus der Hauptschule eine Hauptschule mit Werkrealschule, in deren 10. Klasse auch Schüler und Schülerinnen benachbarter Schulorte gingen. Mit Inkrafttreten der Werkrealschulenverordnung (WRVO) des Landes Baden-Württemberg 2011 beschlossen die Gemeinden Asperg und Tamm, die Friedrich-Hölderlin-Schule mit der Realschule Tamm zu einer Grund- und Werkrealschule mit Außenstelle in Tamm zusammenzulegen. Die Klassen 1 bis 4 und 10 sowie die VKL wurden dabei in Asperg unterrichtet, die Klassen 5, 6 und 7 in Tamm.
Die Abschaffung der Bildungsempfehlung und die Einführung der Gemeinschaftsschule begründeten in den Folgejahren den Niedergang der Werkrealschulen. An der Friedrich-Hölderlin-Schule in Asperg mit Außenstelle in Tamm konnten im Sommer 2013 keine fünften Klassen mehr gebildet werden. Die Gemeinden beschlossen daraufhin die Realschule in Tamm zur neuen Gemeinschaftsschule umzubauen und aus der Friedrich-Hölderlin-Schule in Asperg eine reine Grundschule mit ganztägigem Angebot zu machen. Die erforderlichen Umbaumaßnahmen in Asperg und Tamm wurden 2016 vom Land Baden-Württemberg mit zusammen 891.000 Euro gefördert.
Am 14. Juli 2018 feierte die Schule ihr 50-jähriges Bestehen.

## Projekte und Auszeichnungen (Auswahl)
- Das Schulbiotop an der Friedrich-Hölderlin-Schule in Asperg ist Teil des Interkommunaler Lehrpfad Markgröningen - Möglingen - Asperg Dieser wurde vom Ministerium für Umwelt und Verkehr Baden-Württemberg ausgezeichnet und erhielt von dort eine finanzielle Förderung im Rahmen des Wettbewerbs Konkrete Projekte der Lokalen Agenda 21 im Jahr 2002.[10]
- Im Rahmen der Schulgarteninitiative „Lernen für die Zukunft - Gärtnern macht Schule“ 2015/2016 wurde die Friedrich-Hölderlin-Schule in Asperg vom Land Baden-Württemberg ausgezeichnet.[11]
- Für das Landratsamt Ludwigsburg haben Schüler der Friedrich-Hölderlin-Schule in der Aktion STI-Boxen sechs interaktive Spielekisten zu sechs verschiedenen sexuell übertragbaren Infektionen entwickelt und gestaltet sowie eine DVD mit einem Interview einer HIV-Positiven und ihrem Mann produziert. Begleitet wurde dieses Projekt vom Gesundheitsamt Ludwigsburg.[12]